# Andra Samuelsboken
Andra Samuelsboken är en bok i judendomens Neviim ("profeterna") och kristendomens Gamla Testamente. Den berättar ingående om Kung David och händelser runt honom efter Sauls död omkring 1050-970 f.Kr. Den fortsätter alltså skildringen från Första Samuelsboken.
Den tid som i huvudsak behandlas i Andra Samuelsboken är ungefär åren 1000-960 f.Kr. Författare och tillkomsttid för boken är obekanta. Sitt namn har boken efter profeten och domaren Samuel, som är huvudperson i verkets inledning.